# Cecil Burton
Pour les articles homonymes, voir Burton.
David Cecil Fowler Burton, plus connu sous le nom de Cecil Burton, est un joueur anglais de cricket « première classe », né le 13 septembre 1887 à Bridlington (Yorkshire de l'Est) et mort le 24 septembre 1971 à Chertsey (Surrey).

## Parcours
Burton joue pour l'université de Cambridge de 1907 à 1908, le Marylebone Cricket Club de 1910 à 1922 et le Yorkshire de 1907 à 1921. Il est capitaine de l'équipe du Yorkshire de 1919 à 1921.
Batteur droitier, Burton marque 3 057 courses au cours de ses 130 matches de première classe. Il réalise son plus gros score contre le Hampshire avec 142 courses. Il dépasse une nouvelle fois la centaine en marquant 110 points contre le Leicestershire. Il réalise une moyenne à la batte de 20,24 et attrape 54 balles dans le champ.
Son frère Claude Burton (en), son cousin David Burton (en) et son oncle Arthur Trollope (en) sont tous trois joueurs internationauw de cricket.